# 克里斯蒂娜·皮缅诺娃
克里斯蒂娜·鲁斯兰诺夫娜·皮缅诺娃（俄语：Кристина Руслановна Пименова，2005年12月27日—），是俄罗斯兒童模特兒。现居美国加利福尼亚州。

## 经历
2005年12月27日生于莫斯科。有一个姐姐姐娜塔莉娅。母亲是家庭主妇。父亲鲁斯兰·皮缅诺夫是足球运动员，参加过2002年国际足联世界杯。她3岁就已步入模特圈。2009年11月开始专职从事模特工作。
2014年，她被《妇女日报》杂志评价为“全世界最美丽的女孩”。她参加过杜嘉班纳的展示会，上过《时尚》杂志儿童版的封面，还拍摄过许多时尚品牌的广告。
2015年下半年，她和母亲一起移居美国加利福尼亚州。2016年10月，德国的RTL電視台播放了关于她的纪录片。